# 埃尔拉福尔达尔穆尼亚
埃尔拉福尔达尔穆尼亚，是西班牙巴伦西亚自治区阿利坎特省的一个市镇。总面积5km2，总人口536人（2001年），人口密度107人/km2。